# Michel Hrynchyshyn
Michel Hrynchyshyn, né le 18 février 1929 à Buchanan au Canada et mort le 12 novembre 2012 à Vincennes, est un évêque gréco-catholique, exarque apostolique pour les ukrainiens gréco-catholiques de France, du Benelux et de Suisse de 1982 à 2012.

## Repères biographiques
Michel Hrynchyshyn est ordonné prêtre le 25 mai 1952 pour la Congrégation du très saint Rédempteur.
Nommé évêque titulaire (ou in partibus) de Zygris (de), exarque apostolique de France pour les catholiques orientaux de rite ukrainien le 27 novembre 1982. Il est consacré le 30 janvier 1983 par le cardinal Josyf Slipyj.
En outre, du 29 septembre 1987 au 24 juin 1989, il est également administrateur apostolique de Grande-Bretagne pour les catholiques orientaux de rite ukrainien.
Il se retire le 21 juillet 2012 à l'âge de 83 ans.